# رالف أ. جيمس
رالف أ. جيمس (بالإنجليزية: Ralph Arthur James)‏ هو كيميائي أمريكي، ولد في 23 سبتمبر 1920 في مدينة سولت ليك في الولايات المتحدة، وتوفي في 24 فبراير 1973 في ألامو (كاليفورنيا) في الولايات المتحدة.